# Georg-Eckert-Institut

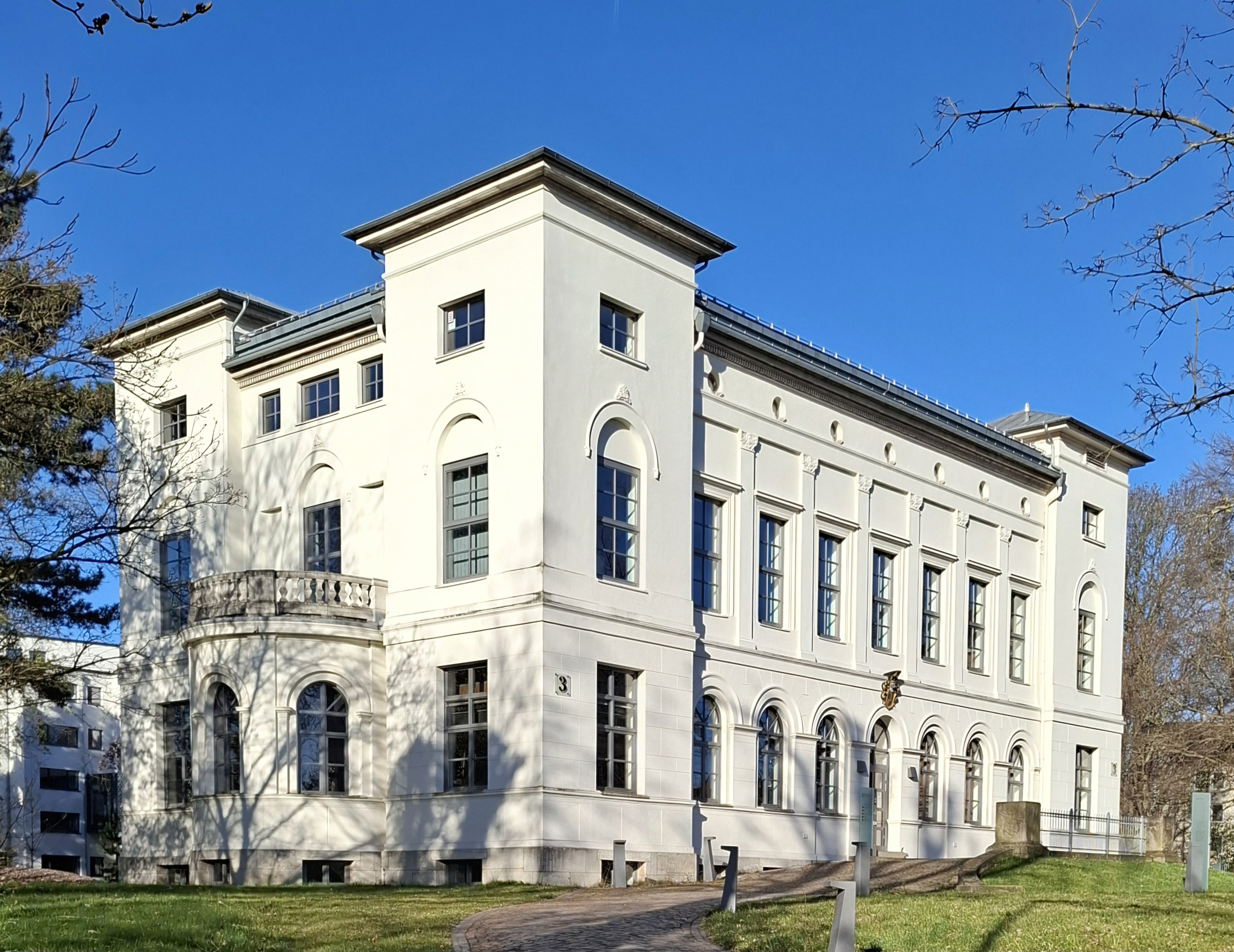
2025: Die Villa Bülow, seit 1975 Sitz des Georg-Eckert-Instituts.

Das Leibniz-Institut für Bildungsmedien | Georg-Eckert-Institut (GEI) (ehemals: Georg-Eckert-Institut – Leibniz-Institut für internationale Schulbuchforschung) ist eine außeruniversitäre wissenschaftliche Einrichtung zur Erforschung schulischer Bildungsmedien. Es ist eine Anstalt des öffentlichen Rechts und fungiert als Schulbuchzentrum des Europarats. Die Forschungsbibliothek des Georg-Eckert-Instituts bietet nach eigenen Angaben die weltweit größte Schulbuchsammlung. Seit 2009 ist das Georg-Eckert-Institut Teil der Leibniz-Gemeinschaft – seit dem 27. November 2009 assoziierte Institution und ab 2011 Mitglied – und in diesem Rahmen in der gemeinsamen Forschungsförderung von Bund und Ländern.

## Geschichte
Namensgeber des Instituts ist der Pädagoge und Historiker Georg Eckert (1912–1974). Hervorgegangen ist das Georg-Eckert-Institut aus dem durch Eckert 1951 gegründeten Internationalen Institut für Schulbuchverbesserung. Ab 1953 wurde das Institut durch die Unterstützung der niedersächsischen Regierung zum Internationalen Schulbuchinstitut und war an die Kant-Hochschule angeschlossen.
Das Georg-Eckert-Institut wurde am 26. Juni 1975 nach einem einstimmigen Beschluss der Abgeordneten des Niedersächsischen Landtags als eine rechtsfähige Anstalt des öffentlichen Rechts gegründet.
Am 1. Januar 2011 trat das Institut der Leibniz-Forschungsgemeinschaft bei und gehört seitdem zu dessen Sektion A Geisteswissenschaften und Bildungsforschung.
Seit Oktober 2015 wird das Institut von Historiker Eckhardt Fuchs geleitet.

## Aufgaben
Das Institut hat laut Gesetz vom 19. Juni 2013 die Aufgaben „anwendungsbezogene, internationale und multidisziplinäre Schulbuch- und Bildungsmedienforschung mit kulturwissenschaftlich-historischem Schwerpunkt“ durchzuführen. Es soll außerdem „Schulbuch- und Bildungsmedienforschung durch Bereitstellung wissenschaftlicher Infrastrukturen fördern“, „eine öffentliche Forschungsbibliothek mit einer international ausgerichteten Schulbuchsammlung […] unterhalten“ und „die Vernetzung der Schulbuch- und Bildungsmedienforschung im In- und Ausland sowie den wissenschaftlichen Austausch über die Schulbuch- und Bildungsmedienforschung [… ] fördern“. Das GEI soll darüber hinaus als Berater und Mediator tätig werden. Die Arbeitsergebnisse des Instituts sollen der Öffentlichkeit zugänglich gemacht werden.
Das Institut betreibt schulische Bildungsmedienforschung mit Schwerpunkt auf der Produktion, den Inhalten und der Aneignung von schulischen Bildungsmedien in ihren soziokulturellen, politischen, ökonomischen und historischen Kontexten. Die Forschung ist dabei anwendungsorientiert und kulturwissenschaftlich historisch ausgerichtet. Online wie auch in der Forschungsbibliothek in Braunschweig, welche Schulbücher aus den Fächern Geschichte, Sozialkunde/Politik, Geographie und Werteerziehung/Religion sammelt, werden Forschungsinfrastrukturen bereitgestellt.
In einem Repositorium werden die Publikationen des Instituts mit einer Open-Access-Lizenz veröffentlicht.
Das GEI koordiniert die Arbeit der Deutsch-Israelischen, Deutsch-Polnischen und Deutsch-Tschechischen Schulbuchkommissionen.
Für seine Arbeit wurde das Institut u. a. 1985 mit dem UNESCO-Preis für Friedenserziehung ausgezeichnet.
Seit 2012 vergibt das Georg-Eckert-Institut zusammen mit der Bundeszentrale für politische Bildung und dem didacta-Verband den Preis Schulbuch des Jahres. Im dreijährigen Turnus werden Werke aus Grundschule, Sekundarstufe I und Sekundarstufe II ausgezeichnet. Daneben wird bereits seit 2010 in zweijährigem Turnus der Georg-Eckert-Forschungspreis für wissenschaftliche Arbeiten im Bereich der internationalen Bildungsmedienforschung vom Institut verliehen.

## Leitbild
Das Georg-Eckert-Institut hat in seinem Leitbild festgelegt, sich als wissenschaftliches Institut für die Erziehung der zukünftigen Generation zu Weltoffenheit, Selbstreflexion, Verantwortung und Demokratie einzusetzen. Damit soll die Völkerverständigung gefördert werden.
In seinem Mittelfristigen Forschungsprogramm bis 2022 hat das Institut die Begriffe Diversität, Digitalität und Globalität zu seinen drei Konzepten festgelegt.
Mit der wissenschaftlichen Arbeit des Instituts soll das Verständnis von Vergangenheit, Gegenwart und Zukunft gefördert werden. Aus unterschiedlichster disziplinärer Perspektive und mit Blick auf unterschiedliche Regionen und Zeiträume werden Schulbücher und andere Materialien, die im Unterricht benutzt werden, analysiert. Damit Stereotype und Feindbilder in Materialien für den Unterricht überwunden werden können, gibt das Institut für Politik und für die Bildungspraxis Empfehlungen heraus und setzt sich damit für die kulturelle Vielfalt in Bildungsmedien ein. Dazu zählt der gemeinsam mit der UNESCO erarbeiteten Leitfaden „Schulbuchinhalte inklusiv gestalten: Religion, Gender und Kultur im Fokus“.

## Sitz
Seinen Sitz hat das Institut seit 1982 in der Villa von Bülow, einem von Carl Theodor Ottmer für den Braunschweiger Kammerpräsidenten von Bülow als Sommerhaus entworfenen spätklassizistischen Bau, der 1839 errichtet wurde, im späten 19. Jahrhundert als barockisierende Ergänzung eine geschwungene Freitreppe zum Park hin bekam. 1979–1981 wurde die innere räumliche Gliederung des Baus für die künftige Nutzung durch das Institut weitgehend umgestaltet.
Im September 2017 beschloss der Verwaltungsausschuss der Stadt Braunschweig, dass das Hauptgebäude um ein Nebengebäude erweitert werden soll. Im August 2018 erfolgte die Grundsteinlegung.

## Institutsleitung
- Eckhardt Fuchs (seit 2015)
- Simone Lässig (2006–2015)
- Falk Pingel (2005–2006)
- Wolfgang Höpken (2000–2005)
- Ursula A. J. Becher (1992–2000)
- Ernst Hinrichs (1984–1992)
- Karl-Ernst Jeismann (1978–1984)
- Wolfgang Jacobmeyer (1978)
- Siegfried Bachmann (1974/77–1978)
- Georg Eckert (1951–1974)

## Abteilungen
Das Georg-Eckert-Institut hat fünf Abteilungen. Dazu gehören die Forschungsbibliothek, die Abteilungen Digitale Informations- und Forschungsinfrastrukturen, Wissen im Umbruch, Mediale Transformationen sowie die Verwaltung.
Innerhalb der Abteilungen, aber auch abteilungsübergreifend arbeiten die Mitarbeiter in Teams zu gemeinsamen Schwerpunkten.
Digitale Informations- und Forschungsinfrastrukturen
In der Abteilung Digitale Informations- und Forschungsinfrastrukturen, kurz DIFI, werden digitale Infrastrukturen und Werkzeuge für die internationale Bildungsmedienforschung erforscht und entwickelt. Die Abteilung ist außerdem für das Datenmanagement und die IT-Infrastrukturen des Instituts verantwortlich.
Die Sicherung von Forschungsergebnissen des Instituts, wodurch deren Transfer und die wissenschaftliche Nachnutzung gewährleistet werden, bildet außerdem einen Schwerpunkt der Abteilung. Sie leistet zudem projektbezogene Forschung auf dem Gebiet der Digital Humanities.
Wissen im Umbruch
Die Abteilung Wissen im Umbruch, kurz WiU analysiert das in Bildungsmedien repräsentierte Wissen sowie die Auslassungen über Kontinuitäten und Brüche gesellschaftlicher Ordnungen im historischen und internationalen Vergleich. Schulbücher und andere Bildungsmedien werden dabei als ein zentrales Instrument betrachtet, in dem gesellschaftsrelevantes Wissen der jeweiligen Zeit an die nächste Generation weitergegeben wird. Wissen wird dabei im staatlichen, bildungspolitischen und ökonomischen Kontext betrachtet.
Mediale Transformationen
Die Abteilung Mediale Transformationen, MeTra, untersucht die Veränderung von Gesellschaften, die durch den Wandel von Medien ausgelöst werden. Der Fokus liegt dabei auf Bildungsmedien, wobei insbesondere die sozio-politische Wirkkraft dieser Medien betrachtet wird. MeTra forscht in nationaler, internationaler und transnationaler sowie historischer und aktueller Perspektive.
Forschungsbibliothek
Mit Schulbüchern aus über 175 Ländern ist die Schulbuchsammlung des Georg-Eckert-Instituts nach eigenen Angaben die weltweit umfangreichste Sammlung dieser Art. Es werden Schulbücher aus den Fächern Geschichte, Sozialkunde/Politik, Geographie und Werteerziehung/Religion sowie korrespondierende Lehrpläne, deutschsprachige Lesebücher und internationale Fibeln gesammelt. Die ältesten Schulbücher der Sammlung stammen auf dem 17. Jahrhundert.
Die Schulbuchsammlung umfasst derzeit rund 180.000 Print- und Online-Medien (Stand 2019). Neben der Schulbuchsammlung ist außerdem eine wissenschaftliche Sammlung mit Literatur und Fachzeitschriften vorhanden. Diese Sammlung umfasst derzeit rund 80.000 Print- und Online-Medien (Stand 2019). Der Ausbau der digitalen Sammlungen und der Online-Zugang zu Schulbüchern und Lehrplänen ist ein Schwerpunkt der Arbeit der Bibliothek. Dafür entwickelte digitale Recherchewerkzeuge sollen Nutzer sowie Mitarbeiter der Bibliothek dabei unterstützen.
Die Sammlung des Instituts ist vollständig elektronisch erschlossen und frei zugänglich.

## Archäologische Funde

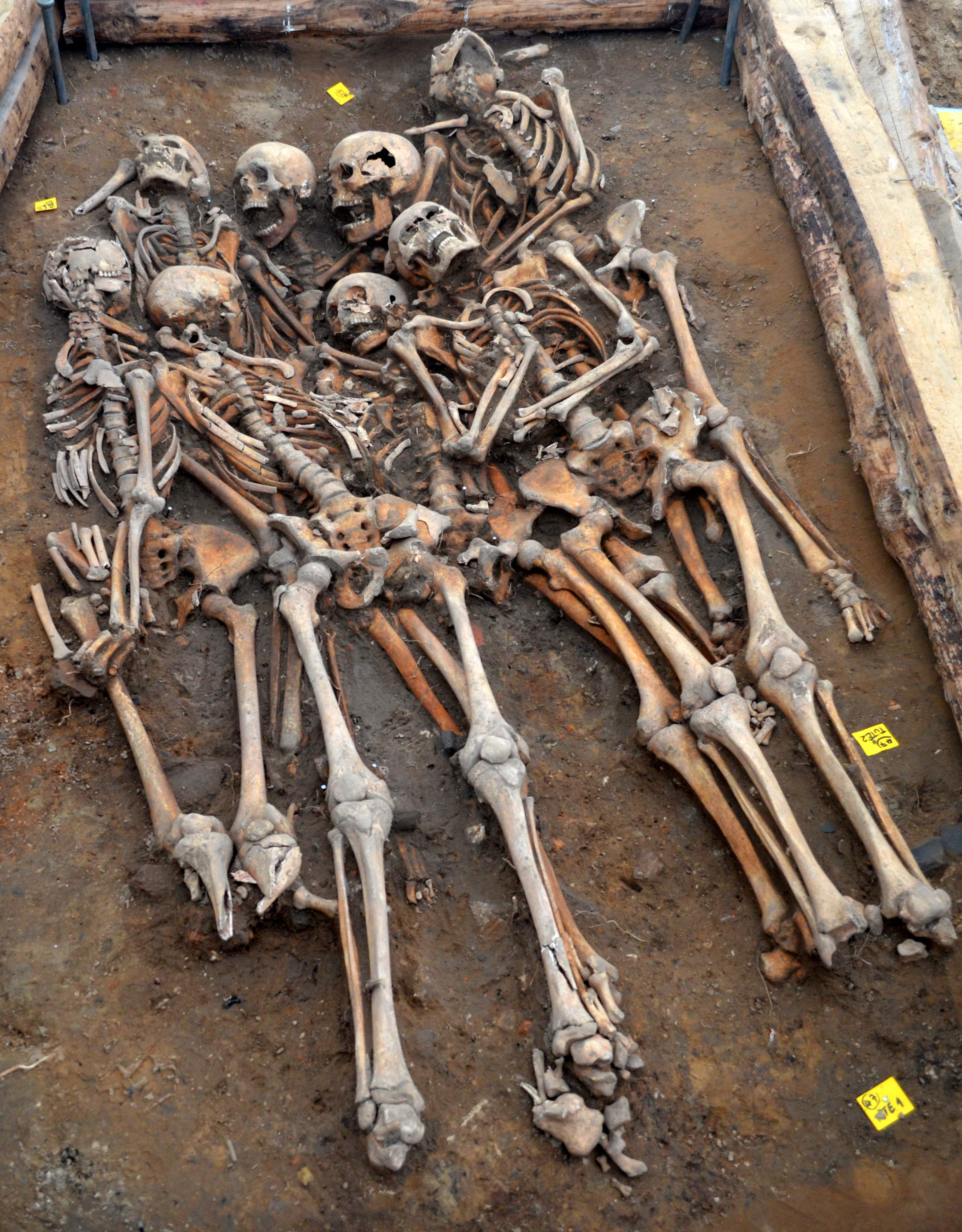
Das Anfang 2019 gefundene Grab mit acht männlichen Skeletten.

Beim Bau der neuen Forschungsbibliothek auf dem Grundstück des Instituts stießen Arbeiter Anfang 2019 auf menschliche Knochen. Sie lagen in einem Grab am Rande des einstigen Friedhofs des in unmittelbarer Nähe gelegenen Kreuzklosters, das während des Zweiten Weltkriegs beim Luftangriff vom 15. Oktober 1944 zerstört wurde. Die Fundstelle wurde in Absprache mit dem Niedersächsischen Landesamt für Denkmalpflege und der Unteren Denkmalschutzbehörde der Stadt Braunschweig von einem Grabungsunternehmen archäologisch untersucht, wodurch sich die Bauarbeiten verzögern. Bei den Funden handelt es sich um gut erhaltene Skelette von acht jungen Männern und der Schädelkalotte eines älteren Mannes, die einen tödlichen Säbelhieb aufweist. Nach Einschätzung von Historikern und Archäologen ist ein Zusammenhang mit dem Gefecht bei Ölper vom 1. August 1809 naheliegend. Die Soldaten der „Schwarzen Schar“ des Braunschweiger Herzogs Friedrich-Wilhelm hatten in den Nächten vor und nach dem Gefecht in der Nähe der heutigen Fundstelle und der „Friedrich-Wilhelm-Eiche“ ihr Biwak aufgeschlagen, während die Offiziere im Gasthof „Weißes Roß“ logierten. Laut dem Braunschweiger Bezirksarchäologen Michael Geschwinde deutet die gemeinsame Bestattung der Toten auf ein voran gegangenes militärisches Ereignis hin.

## Kontroverse um palästinensische Schulbücher
Von 2019 bis 2021 führte das Georg-Eckert-Institut eine von der Europäischen Union geförderte Analyse der palästinensischen Schulbücher durch. Das Hauptziel der Untersuchung bestand darin, festzustellen, ob die Schulbücher wichtige Themen der UNESCO-Standards für politische Bildung abdecken, wie zum Beispiel Menschenrechte und Toleranz. Die vom Georg-Eckert-Institut veröffentlichte Analyse behauptete, dass die Schulbücher den von der UNESCO festgelegten Standards entsprechen. Diese Feststellung führte zu einer Überprüfung durch eine in London ansässige gemeinnützige Organisation und zu Kontroversen sowohl auf nationaler als auch auf internationaler Ebene.